# Štefan Dušan
Štefan Uroš IV. Dušan (srbsko Стефан Урош IV Душан), znan kot Dušan Silni (srbsko Душан Силни/Dušan Silni), je bil od  8. septembra 1331 do svoje smrti cesar (car) in avtokrat Srbov, Bolgarov, Grkov in Albancev, * 26. julij 1308, † 20. december 1355.
Osvojil je velik del jugovzhodne Evrope in postal eden od najmočnejših vladarjev svojega časa. Srbija je med njegovim vladanjem postala največja sila na Balkanu, večjezično cesarstvo, ki se je raztezalo od Donave na severu do Korintskega zaliva na jugu. Prestolnica cesarstva je bilo Skopje. Ustanovitev cesarstva je uzakonil z Dušanovim zakonikom, morda najpomembnejšim literarnim delom srednjeveške Srbije. 
Srbsko pravoslavno cerkev je povišal iz nadškofije v patriarhat, dokončal gradnjo samostana Visoki Dečani in ustanovil samostan Svetih nadangelov v Prizrenu. Srbija je med njegovim vladanjem dosegla svoj ozemeljski, politični, gospodarski in kulturni vrh.
Z njegovo smrtjo leta 1355 se je končal odpor proti napredujočemo Osmanskemu cesarstvu.

## Ozadje
Leta 1314 se je srbski kralj Štefan Milutin sprl s svojim sinom Štefanom Dečanskim. Milutin je poslal Dečanskega v Konstantinopel, kjer so ga oslepili, vendar ni bil popolnoma slep. Dečanski je pisno prosil humskega škofa Danila, naj posreduje pri njegovem očetu. Danilo je pisal srbskemu nadškofu Nikodemu, ta pa je Milutina zaprosil, naj odpokliče svojega sina. Štefan Dečanski je dobil dovoljenje za vrnitev in apanažo Budimlje (sedanje Berane), medtem ko je njegov polbrat Štefan Konstantin obdržal Zeto.
Milutin je zbolel in 29. oktobra 1321 umrl. Za novega kralja je bil kronan Konstantin. Takoj po kronanju je izbruhnila državljanska vojna, ker sta se za kralja razglasila tudi Štefan Dečanski in njegov bratranec Štefan Vladislav II. Konstantin se ni nameraval podrediti Štefanu Dečanskemu, zato je slednji napadel Zeto, porazil Konstantina in ga ubil. Štefana Dečanskega je 6. januarja 1322 Nikodem kronal za novega srbskega kralja. Njegov sin Štefan Dušan je bil kronan za  "mladega kralja" in dobil  Zeto. Vladislav II. je dobil podporo Rudnika, nekdanje apanaže njegovega očeta Štefana Dragutina. Razglasil se je za kralja, dobil podporo Ogrskega kraljestva, utrdil svoje posesti in se začel pripravljati na bitko  s Štefanom Dečanskim. Srbija je bila ponovno razdeljena med dva neodvisna vladarja. Dubrovniški trgovci so lahko leta 1322 in 1323  svobodno trgovali v obeh delih kraljestva.
Leta 1323 je med Vladislavom in Štefanom Dečanskim izbruhnila vojna. Dečanski je konec leta 1323 osvojil Rudnik, Vladislav pa je domnevno pobegnil na sever. Konec leta 1324 je bil ponovno poražen in pobegnil na Ogrsko. Štefan Dečanski se je razglasil za "kralja vseh srbskih in obmorskih dežel".

### Mladost in uzurpacija prestola
Dušan je bil najstarejši sin kralja Štefana Dečanskega in Teodore Smilec, hčerke bolgarskega cesarja Smileca. Rojen je bil  okoli leta 1308 v Srbiji, po izgnanstvu njegovega očeta leta 1314 pa je družina živela v Carigradu do leta 1320, ko se je oče vrnil. V Carigradu se je naučil grščine, spoznal  bizantinsko življenje in kulture in se seznanil z Bizantinskim cesarstvom kot takim. Dušan je bil bolj vojak kot diplomat; v mladosti se je izjemno boril v dveh bitkah: leta 1329 je premagal bosanskega bana Stefana II. Kotromanića in leta 1330 v bitki pri Velbuždu bolgarski carja Mihaela III. Šišmana. Štefan Dečanski je avgusta 1330 za bolgarskega carja imenoval svojega nečaka Ivana Štefana, sina Ane Nede Srbske.
Štefan Dečanski se je odločil, da po zmagi pri Velbuždu ne bo napadel Bizantincev, čeprav je imel priložnost. Njegova neodločnost je povzročila odtujitev številnih plemičev,  ki so si prizadevali razširiti kraljestvo na jug. Januarja ali februarja 1331 se je Dušan sprl s svojim očetom, morda po nasvetu plemstva.  Po primarnih Dušanu naklonjenih virih so Štefanovi svetovalci obrnili očeta proti sinu in oče se je odločil, da ga bo izključil iz svoje dediščine. V Zeto je proti njemu poslal svojo vojsko, ki je opustošila Skadar. V delih Srbije se je začelo kratko obdobje anarhije, ki se je končalo s sklenitvijo miru aprila 1331.  Tri mesece kasneje je Štefan Dečanski ukazal sinu, naj ga obišče. Dušan se je zbal za svoje življenje in se po nasvetu svetovalcev odpravil iz Skadra v  Nerodimlje, kjer je oblegal svojega očeta. Oče je pobegnil in Dušan je ujel njegovo družino in zasegel državno zakladnico. Zatem je zasledoval svojega očeta in ga v Petriću dohitel. 21. avgusta 1331 se je Štefan Dečanski vdal in bil po nasvetu ali na zahtevo  Dušanovih svetovalcev aretiran. Prvi teden v septembru je bil Dušan kronan za "kralja vseh Srbov in  obmorskih dežel".
Državljanska vojna je Srbiji preprečila, da bi pomagala bolgarskemu carju Ivanu Aleksandru, ki je bil marca 1331 odstavljen in je pobegnil v gore. Car se je bal Srbije, ker so se razmere tam ustalile, in je takoj prosil Dušana za mir. Ker je Dušan nameraval obrniti proti bogatejšemu Bizantinskemu cesarstvu, je sprejel njegovo prošnjo. Decembra je z njim sklenil zavezništvo in sprejel Ivana Aleksandra za bolgarskega carja. Zavezništvo sta zapečatila z Dušanovo poroko s Heleno Bolgarsko, sestro Ivana Aleksandra.

### Videz
Dušanovi sodobniki so ga opisali kot nenavadno visokega in močnega moža, "najvišjega svojega časa", zelo čednega in redkega voditelja, polnega dinamike, hitrega uma in moči. Sodobne raziskave kažejo, da je imel temne lase in rjave oči. Kot odrasel mož je nosil brado in daljše lase.

### Zgodnje vladanje
Konec  leta 1331 je Srbija večkrat napadla Makedonijo, načrtovani večji napad na Carigrad pa je bil odložen zaradi uporov v Zeti leta 1332. Vzrok za upor je bilo morda nezadovojstvo plemstva, ki je pomagalo Dušanu priti na oblast, a ni dobilo obljubljenih nagrad in večjega vpliva. Upor je bil še isto leto zadušen.
Leta 1334 je začel vojno z Bizantinskim cesarstvom, ki se je z različno dolgimi presledki nadaljevala do njegove smrti leta 1355. Dvakrat se je vojskoval tudi z Ogri. Ti spopadi so bili večinoma obrambni. Srbsko vojsko je na začetku spopadov leta 1336 v Šumadiji porazila ogrska vojska Karla I. Ogrskega, ki je štela 80.000 mož. Med prodiranjem Ogrov proti jugu jih je na ozkih odprtih poljih večkrat napadla srbske konjenica in jih prisilila na umik severno od Donave. Karla I. je ranila puščica, vendar je preživel. Rezultat pohoda je bila ogrska izguba Mačve in Beograda. Dušan se je posvetil notranjim zadevam in leta 1349 objavil prvo knjigo srbskega statuta.
Na zahodu je Dušan premagal Ludvika I. Ogrskega in ga prisilil, da mu je prepustil vzhodni del sedanje Bosne. Svoj denar je začel kovati v Kotorju. Dušan je bil uspešen tudi proti Ludvikovim vazalom. Porazil je hrvaškega bana in vojsko ogrskih vojvod. Z bolgarskim carjem  Ivanom Aleksandrom je bil v prijateljskih odnosih. Car mu je večkrat celo pomagal. Bolgarija je leta 1331 postala srbski vazal in ostala do leta 1365.
Dušan je izkoristil državljansko vojno v Bizantinskem cesarstvu med regentom Ivanom V. Paleologom, Ano Savojsko in očetovim generalom Ivanom Kantakuzenom. Dušan in Ivan Aleksander sta se v sporu postavila na nasprotni strani, vendar se med seboj nista spopadala. Izkoristila sta priložnost in vsak zase osvajala bizantinsko ozemlje.
Dušanova sistematična ofenziva se je začela leta 1342 in se končala z osvojitvijo bizantinskih ozemelj na zahodnem Balkanu vse do Kavale, razen Peloponeza in Soluna, ki ga ni mogel oblegati zaradi premajhnega ladjevja. Špekuliralo se je, da je bil Dušanov končni cilj nič manj kot osvojitev Konstantinopla in zamenjava propadajočega Bizantinskega cesarstva z združenim pravoslavnim grško-srbskim imperijem pod njegovo krono.
Maja 1334 se je njegov poveljnik Preljub v Stefaniani prvič spopadel z  osmansko vojsko 3.100 mož. Osmani so v bitki zmagali, vendar zmaga ni mogla preprečiti srbskega osvajanja Makedonije. Bizantinci, soočeni z Dušanovo agresijo, so iskali zaveznike v osmanskih Turkih in jih prvič pripeljali v Evropo.
Leta 1343 je Dušan k svojemu naslovu "kralj Srbije, Albanije in (jadranske) obale" dodal še "in Rimljanov". Leta 1345 se je začel naslavljati "car", se pravi cesar, kar dokazujeta listini iz dveh samostanov. Prva ima datum november 1345, druga januar 1346. Okoli Božiča 1345 je bil cerkveni koncil v Seru, ki je bil osvojen 25. septembra 1345, na katerem se je Dušan razglasil za "carja Srbov in Rimljanov". Izraz "Rimljani" v srbskih dokumentih je pomenil Grke.

### Kronanje za cesarja in avtokefalnost Srbske cerkve
Na Veliko noč 16. aprila 1346 je Dušan v Skopju  sklical velik zbor, na katerem so bili tudi srbski nadškof Joanikije II., ohridski nadškof Nikolaj I., bolgarski patriarh Simeon in več verskih voditeljev samostanov na gori Atos. Zbor cerkvenih dostojanstvenikov se je strinjal in nato potrdil, da se avtokefalna Srbska nadškofija poviša v Srbski patriarhat. Dotedanji nadškof je bil povišan v patriarha, čeprav je v nekaj dokumentih omenjen kot "patriarh Srbov in Grkov", s sedežem v Peći. Srbski patriarh Joanikije II. je nato svečano kronal Dušana za "carja in avtokrata Srbov in Rimljanov" (grško Bασιλεὺς καὶ αὐτoκράτωρ Σερβίας καὶ Pωμανίας).  Dušanov sin Uroš je bil kronan za "kralja Srbov in Grkov" in dobil nominalno oblast nad Srbskimi deželami, čeprav je v celi državi v resnici vladal Dušan.
Sledila je bizantinizacija srbskega dvora, zlasti dvornih ceremonialov in naslovov. Naslove je lahko podeljeval samo Dušan kot cesar. V naslednjih letih je Dušan svojega polbrata Simeona Uroša in svojega svaka Ivana Asena povišal v despota. Jovanu Oliverju je naslov despota že prej podelil cesar Andronik III. Paleolog. Njegov svak Dejan Dragaš in Branko Mladenović sta dobila naslov sebastokrator. Vojaška poveljnika (vojvodi) Preljub in Vojihna sta dobila naslov cezar. S širjenjem patriarhata se je bizantinski duh razširil tudi v Cerkvi in škofi, na primer skopski, so bili povišani v metropolite.
Srbski patriarhat je prevzel suverenost nad goro Atos in grškimi eparhijami pod jurisdikcijo Ekumenskega patriarhata Konstantinopel. Nadškofija Ohrid  ostala avtokefalna. Konstantinopelski ekumenski patriarh le bil leta 1350 izobčen.

### Epir in Tesalija
Leta 1347 je Dušan osvojil Epir, Etolijo in Akarnijo in imenoval svojega polbrata, despota Simeona Uroša, za guvernerja teh provinc. Naslednje leto je osvojil Tesalijo in za guvernerja imenoval Preljuba. V vzhodnih makedonskih pokrajinah je za guvernnerja Drame imenoval cezarja Vojihno. Ko je Dušan osvojil bizantinske zahodne pokrajine, je poskušal osvojiti Konstantinopel. Da bi mu to uspelo, je potreboval ladjevje. Zavedal se je, da ladjevje srbskih dalmatinskih mest ni dovolj močno, zato se je začel pogajati z Benetkami, s katerimi je imel že pred tem dobre odnose. Benetke so se zbale, da bodo s srbsko osvojitvijo Konstantinopla izgubile del privilegijev, zato so se z Dušanom začele pogajati o obstoječih privilegijih in po osvojitvi Konstantinopla in Soluna še večjih. Benetke so se nazadnje izognile vojaškemu zavezništvu s Srbijo. Med pogajanji so Benečani zahtevali tudi srbsko podporo v bojih z Ogrsko za prevlado v Dalmaciji. Ko so se Benetke zavedle, da bo srbska pomoč povzročila prevelike obveznosti do Srbije, so Dušanovo ponudbo za pomoč vljudno zavrnile.
V  Dušanovem osvajanju Bosne so sodelovale tudi vojaške enote iz Makedonije in Tesalije, zato so Kantakuzeni poskušali osvojiti izgubljena bizantinska ozemlja. Konstantinopelski patriarh Kalist je izobčil Dušana v upanju, da bo grško prebivalstvo v Dušanovih provincah podprlo Kantakuzene. Izobčenje ni preprečilo Dušanovih stikov s samostani na Atosu, kjer so ga še vedno naslavljali s carjem Srbov, ne pa tudi s carjem Srbov in Grkov.
Kantakuzeni so z majhno vojsko osvojili polotok Halkidika in zatem Verio in Voden. Veria je bila najbogatejše mesto v Botieji. Dušan je pred tem zamenjal veliko Grkov s Srbi, vključno s srbsko garnizijo. Meščani so bili kljub temu dovolj močni, da so Kantakuzenom leta 1350 odprli mestna vrata. Voden se jim je nekaj časa upiral in bil nato v naskoku osvojen. Kantakuzeni so se nato obrnili proti Tesaliji, vendar jih je v Serviji ustavil cezar Preljub z vojsko 500 mož. Bizantinska vojska se je umaknila v Verijo in nato pomagala oddelku turške vojske pri plenjenju vse do Skopja. Ko je Dušan v Humu izvedel za bizantinski pohod, je zbral svoje enote v Bosni in Humu in se odpravil v Tesalijo.

### Vojna s kneževino Bosno
Dušan je očitno želel razširiti svoje cesarstvo na vse pokrajine, ki so kdaj bile srbske, na primer Hum, ki ga je leta 1326 priključil ogrski varovanec, ban Stjepan II. Kotromanić. Stjepan je leta 1329 napadel Vitomirja, gospodarja Travunije in Konavel. Bosansko vojsko je Dušan porazil pri Pribojski Banji, ko je bil še mladi kralj. Ban je kmalu osvojil Nevesinje in ostalo Bosno. Petar Toljenović, gospodar "obmorskega Huma" in Dušanov daljni sorodnik, je sprožil upor proti novemu vladarju, vendar je bil kmalu ujet in je v ječi umrl.
Leta 1350 je Dušan napadel Bosno in poskušal osvojiti izgubljeni Hum in ustaviti napade na Konavle. Benetke so poskušale doseči poravnavo med sprtima stranema, vendar niso uspele.  Oktobra je napadel Hum z vojsko, ki naj bi štela 80.000 mož, in uspešno zasedel del spornega ozemlja.  Po pisanju papeževega legata Orbinija je imel Dušan tajne stike z več bosanskimi plemiči in jih podkupoval, da bi ga podprli. Veliko plemičev, predvsem iz Huma, je bilo pripravljenih izdati svojega bana. Med njimi je bila na primer družina Nikolić, sorodnica Nemanjićev. Bosanski ban se je izogibal veliki bitki in se z Dušanom nikoli ni spopadel. Namesto rega se je umaknil v  gore in izvajal manjše napade v slogu udari in zbeži. Obdržal je večino trdnjav, nekaj pa se jih ve vdalo Dušanu.  Srbi so opustošili večino podeželja. Z delom vojske so prodrli do Duvna in Cetine, z drugim do Knina na reki Krki, s tretjim pa osvojili Imotski in Novi, kjer so pustili svojo garnizijo, in od tam vdrli v Hum.  Dušan se je zatem poskušal pogajati z bosanskim banom za mir in ga zapečatiti s poroko svojega sina Uroša s Stefanovo hčerko Elizabeto, ki bi za doto dobila Hum.  Ban Dušanove ponudbe ni bil pripravljen sprejeti.
Dušan se  je leta 1347 morda odpravil tudi na pohod v podporo svoji sestri Jeleni, poročeni z Mladenom III. Šubićem, gospodarjem Omiša, Klisa in Skradina.  Mladen je leta 1348 umrl zaradi bubonske kuge, Jelena pa je hotela obdržati moževo ozemlje zase in za svojega sina. Jeleni so grozili tako Ogri kot Benečani. Če bi Dušan nameraval pomagati Jeleni, bi to povzročilo resne težave na vzhodu.

### Smrt
Dušan je imel velike načrte obdržati Beograd, Mačvo in Hum, osvojiti Drač, Plovdiv, Odrin, Solun in Konstantinopel in se postaviti na čelo velike križarske armade, ki bi pregnala osmanske Turke iz Evrope.  Njegova prezgodnja smrt je na Balkanu ustvarila velik vakuum moči, ki je na koncu omogočil turško invazijo in turško oblast do začetka 20. stoletja. Med križarskim pohodom proti Turkom je zbolel, morda je bil zastrupljen, in umrl zaradi vročice pri Devolu 20. decembra 1355. Pokopan je bil v samostanu Svetih nadangelov pri Prizrenu, ki ga je sam ustanovil.
Njegov imperij se je počasi zrušil. Njegov sin in naslednik Štefan Uroš V. ni mogel dolgo časa  ohraniti celovitosti cesarstva, saj je več fevdalnih družin izjemno povečalo svojo moč, čeprav je Uroša V. priznavalo za carja. Po Dušanovi smrti se je za carja proglasil Dušanov  pobrat Simeon Uroš, ki je vladal na velikem območju Tesalije in Epirja, ki ga je prej prejel od Dušana.
Dušanove posmrtne ostanke so leta 1927 iz Prizrena prenesli v cerkev sv. Marka v Beogradu. Štefan Dušan je edini vladar iz dinastije Nemanjić, ki ni bil razglašen za svetnika.

## Verske dejavnosti
Podobno kot njegovi predniki je bil tudi car Dušan zelo aktiven pri prenovi cerkva in samostanov, pa tudi pri ustanavljanju novih. Najbolj je skrbel za samostana, v katerih sta bila pokopana njegova starša. Mati je bila pokopana v samostanu Banjska, ki ga je ustanovil kralj Milutin, oče pa v Visokih Dečanih, ki so bili njegova nadarbina. Med letoma 1337 in 1339 je Dušan zbolel in se zaobljubil, da bo v Jeruzalemu zgradil cerkev in samostan, če bo preživel. V tistem času je v Jeruzalemu že bil srbski samostan, posvečen nadangelu Mihaelu. Domneva se, da ga je ustanovil kralj Milutin. Veliko srbskih menihov je bilo tudi v samostanih na Sinaju.
Največja Dušanova nadarbina je bil samostan Svetih nadangelov pri Prizrenu, v katerem je bil prvič pokopan. Samostanu je prepustil velika posestva. V samostanu so se hranile vse dragocenosti in relikvije.
Dušanov sin Stefan Uroš V. se ni spravil  s konstantinopelskim patriarhom. Prvo pobudo je dal despot Uglješa Mrnjavčević  leta 1368, ko je ozemlje pod svojo oblastjo vrnil Bizantinskemu cesarstvu.  Zadnjo pobudo za spravo med cerkvama je dal knez Lazar leta 1375. Za kult carja Dušana po njegovi smrti ni nobenega dokaza. Njegova Dubrovniška listina je služila kot statut trgovinskih odnosov med Srbijo in Dubrovnikom in je veljala za nedotakljivo, zato so ga v Dubrovniku zelo cenili. Kasnejše srbsko ljudsko izročilo je imelo o Dušanu različna mnenja, večinoma negativna, ki so nastala pod vplivom Cerkve.

### Cerkvena politika
Povišanju Srbske nadškofije v patriarhat so sledile temeljite spremembe  organizaciji Cerkve. Nadškof Joakinije II. je postal patriarh, škofije (eparhije) pa so postale metropolije. Pod jurisdikcijo Srbske cerkve sta prišli Ohridska nadškofija in Ekumenski patriarhat Konstantinopel. Slednji je Dušana leta 1350 izobčil, kar ni imelo nobenega vpliva na cerkveno organizacijo.
Pod srbsko jurisdikcijo je prišlo tudi glavno središče duhovnosti – gora Atos. Atoški samostani so novembra 1345 sprejeli njegovo nadoblast in v zameno dobili zagotovljeno avtonomijo, vrsto novih gospodarskih privilegijev, ogromna darila in nadarbine. V ospredje  duhovniške skupnosti so prišli menihi iz samostana Hilandar, zibelke Srbske cerkve, ki ga je ustanovil Sveti Sava.
Dušan je v svojem Zakoniku poudaril vlogo samostana kot zaščitnika krščanstva in neodvisvost Cerkve. Iz Zakonika je razvidna tudi skrb za župnije po mestih in podeželju in nekaj cerkva in samostanov od Barija na zahodu do Jeruzalema na vzhodu.
V cesarstvu je bilo razen pravoslavcev tudi veliko katolikov, večinoma ob jadranski obali. Katoliki so bili tudi med njegovimi dvorjani, služabniki in najemniki. V osrednjih delih Srbije, predvsem med rudarji in trgovci, je bilo veliko Sasov. Katoliki so imeli enake pravice kot pravoslavci, samo da niso smeli spreobračati nekristjanov. Noben zgodovinski dokument ne vsebuje pritožbe zaradi diskriminacije na verski osnovi. Dušan je imel stike tudi s papežem in se z njim pogajal o uradnem sprejetju papeževega primata. Dušanova glavna cilja sta bila ustaviti ogrske napade s severa in papeževo pomočjo organizirati križarski pohod proti Turkom, se pravi muslimanom. Papež je na srbski dvor poslal svojo delegacijo pod vodstvom Petra Tometa. Po pisanju  Philippa de Mézièresa so bila pogajanja mučna in niso dala pričakovanih rezultatov.

## Vladanje

### Ideologija
Nekaj zgodovinarjev méni,  da je bil Dušanov cilj ustanoviti novo srbsko-grško cesarstvo, ki bi nadomestilo Bizantinsko cesarstvo. Čirković méni, da se je sprva zgledoval po prejšnjih bolgarskih carjih. Leta 1347 so se Dušanovi odnosi s cesarjem Ivanom VI. Kantakuzenom poslabšali in Dušan se je povezal z njegovim rivalom Ivanom V. Paleologom.
Dušan je bil prvi srbski vladar, ki je večino svojih pisem napisal v grščini in se podpisoval z rdečim cesarskim črnilom. Bil je tudi prvi, ki je objavil prostagmo, vrsto dokumenta, značilnega za bizantinske cesarje. Iz njegovega vladarskega naslova "cesar Srbov in Grkov" je jasno razvidna želja postati naslednik bizantinskih cesarjev. Želja se odraža tudi v bizantinskih naslovih njegovega plemstva, ki so se ohranili do 16. stoletja.

### Zakonodajalec
Najbolj trajen spomenik Dušanove vladavine je njegov Zakonik, ki je vseboval veliko izvirnih listin in nekaj v srbščino prevedenih tujih pravnih del. Tretji del zakonika je bil izviren in izrazito srbski. V njem se čuti bizantinski vpliv, vendar je posvečen predvsem dolgi pravni tradiciji v Srbiji. Dušan v eni od listin razlaga namen zakonika: njegovi cilji so duhovni in naj bi pomagali ljudem, da se odrešijo za posmrtno življenje. Zakonik je bil objavljen 21. maja 1349 v Skopju. Leta 1353 in 1354 je bilo v Seru zakoniku dodanih še 66 klavzul. Avtorji zakonika niso znani. Napisali so ga verjetno njegovi dvorni pravni strokovnjaki.
Dušanov zakonik obravnava tako posvetne kot cerkvene teme, slednje zlasti zato, ker je Srbija v tem času dosegla popolno cerkveno avtonomijo v okviru Srbskega patriarhata. Prvih 38 klavzul zakonika obravnava vprašanja, s katerimi se je soočala  srednjeveška srbska cerkev, medtem ko se naslednjih 25 klavzul nanaša na plemstvo. Civilno pravo je v veliki meri izključeno, saj je bilo zajeto v prejšnjih dokumentih, in sicer v Nomokanonu sv. Save in v Corpus Juris Civilis. Dušanov zakonik se je prvotno ukvarjal s kazenskim pravom, s poudarkom na pojmu zakonitosti, ki je večinoma vzet neposredno iz bizantinskega prava.
Izvirni rokopis Dušanovega zakonika se ni ohranil. Zakonik je bil de facto srbska ustava pod vladavino Dušanovega sina Štefana Uroša V., po padcu Srbskega cesarstva leta 1371 pa se je uporabljal v vseh pokrajinah, ki so ga nasledile. Uradno se je uporabljal na primer v Srbskem despotatu do njegove priključitve k Osmanskemu cesarstvu leta 1459. Po priključitvi se je uporabljal v srbskih skupnostih pod osmansko oblastjo, ki so imele v civilnih zadevah veliko pravno avtonomijo. Zakonik se je uporabljal tudi v avtonomnih srbskih pokrajinah pod Beneško republiko, na primer v Grbalju in Paštrovićih. Služil je tudi kot osnova za Kanun albanskega kneza Leke III. Dukadžinija (1410–1481), zbirko  običajnih zakonov, ki je bil v severni Albaniji v rabi do 20. stoletja.

### Vojska
Srbska vojaška taktika je temeljila na težki konjenici, postrojeni v obliki klina, in konjenikih lokostrelcih na njenih krilih. V srbski vojski je bilo mnogo tujih najemnikov, večinoma Nemcev v konjenici in Špancev v pehoti. Dušan je imel tudi osebno stražo, v kateri so bili predvsem nemški vitezi. Poveljnik srbske "alemanske garde" je leta 1331 postal nemški vitez Palman, ki je preko Srbije  potoval v Jeruzalem. Kasneje je postal poveljnik cele srbske vojske.  Glavna udarna sila srbske vojske so bili oklepljeni vitezi, ki so se jih bali zaradi silnega napada in velikih vojnih izkušenj. Srbsko širjenje na bizantintinsko ozemlje je potekalo brez ene same velike bitke in je temeljilo na blokadi bizantinskih trdnjav.

## Ime, vzdevki in naslovi
Dušana so od 6. januarja 1322, ko je bil imenovan za prestolonaslednika,  naslavljali "mladi kralj". Hkrati je postal kralj Zete. Kot takega so ga naslavljali "kralj Zete". Ko je leta 1331 nasledil svojega očeta, so ga začeli naslavljati "kralj vseh Srbov in obmorskih dežel". Leta 1345 se je njegov naslov glasil "kralj Srbije, Grkov, Albanije in obale". Leta 1343 je sam sebe začel naslavljati "car" (cesar) in se razglasil za "cesarja vseh Srbov in Rimljanov (Grkov)". 16. aprila 1346 je bil kronan za "cesarja Srbov in Grkov". Naslov je kmalu razširil na "cesar in avtokrat Srbov in Grkov, Bolgarov in Albancev".

## Zapuščina
Štefan Dušan je bil najmočnejši srednjeveški srbski vladar in junak v srbskem ljudskem izročilu. Dušana, sodobnika angleškega kralja  Edvarda III., so spoštovali enako kot  Bolgari carja Simeona I., Poljaki Sigismunda I.  in Čehi Karla IV.. Po mnenju Stevena Runcimana je bil "morda najmočnejši vladar v 14. stoletju v Evropi". Njegova država je bila regionalni rival Ogrskega kraljestva in Bizantinskega cesarstva in obsegala veliko ozemlje, ki je bilo hkrati njena najšibkejša točka. Dušan se je izkazal za dobrega vojaka in osvajalca in neustrašnega vladarja. Cesarstvo je med vladanjem njegovega sina počasi razpadlo, ker so se regionalni aristokrati distancirali od centralne vlade.
Obnova Srbije kot cesarstva je bila eden od največjih idealov Srbov, živečih tako v Avstro-Ogrskem kot v  Osmanskem cesarstvu. Leta 1526 se je za cesarja proglasil Jovan Nenad, ki je vladal v kratkoživi srbski državi pod ogrsko krono.
V Kraljestvu Slovanov, ki ga je napisal dubrovniški zgodovinar Mavro Orbin (živel okoli 1550-1614), so Dušanova dejanja opisana pozitivno. Knjiga je tudi zahodnim zgodovinarjem služila kot primarni vir podatkov za zgodnjo zgodovino Južnih Slovanov. Zgodnji srbski zgodovinarji so kljub temu, da so imeli na razpolago primarne vire, pisali pod vplivom idej časa, v katerem so pisali. Poskušali so uskladiti dve izročili: prvo iz patentov in javnih dokumentov in drugo iz rodoslovij in pripovedi. Za zgodnje zgodovinarje je bila najpomembnejši vir podatkov knjiga Jovana Rajića (1726–1801) "Istorija raznih slavenskih narodov, naipače Bolgar, Horvatov i Serbov (1794-1795)", tiskana na Dunaju in v Moskvi, v kateri je Dušanovemu življenju posvečenih kar petdeset strani. Rajićevo delo je imelo velik vpliv na srbsko kulturo tistega časa in bilo nekaj desetletij glavni vir podatkov za srbsko zgodovino.
Po obnovi Srbije v 19. stoletju je bil poudarjen njen neprekinjen obstoj od srednjega veka, zlasti od njenega najslavnejšega obdobja pod carjem Dušanom. Dušan je imel svoje mesto v vseh političnih programih Kneževine Srbije, predvsem v Načertaniju Ilije Garašanina.

## Družina
|  |                                  |  |  |  |  |  |  |  |  |  |  |  |  |  |  |  |
|  | Štefan Uroš I.                   |  |  |  |  |  |  |  |  |  |  |  |  |  |  |  |
|  |                                  |  |  |  |  |  |  |  |  |  |  |  |  |  |  |  |
|  |                                  |  |  |  |  |  |  |  |  |  |  |  |  |  |  |  |
|  | Štefan Uroš II. Milutin          |  |  |  |  |  |  |  |  |  |  |  |  |  |  |  |
|  |                                  |  |  |  |  |  |  |  |  |  |  |  |  |  |  |  |
|  |                                  |  |  |  |  |  |  |  |  |  |  |  |  |  |  |  |
|  | Helena Anžujska                  |  |  |  |  |  |  |  |  |  |  |  |  |  |  |  |
|  |                                  |  |  |  |  |  |  |  |  |  |  |  |  |  |  |  |
|  |                                  |  |  |  |  |  |  |  |  |  |  |  |  |  |  |  |
|  | Štefan Uroš III. Dečanski        |  |  |  |  |  |  |  |  |  |  |  |  |  |  |  |
|  |                                  |  |  |  |  |  |  |  |  |  |  |  |  |  |  |  |
|  |                                  |  |  |  |  |  |  |  |  |  |  |  |  |  |  |  |
|  | Jurij I. Terter Bolgarski        |  |  |  |  |  |  |  |  |  |  |  |  |  |  |  |
|  |                                  |  |  |  |  |  |  |  |  |  |  |  |  |  |  |  |
|  |                                  |  |  |  |  |  |  |  |  |  |  |  |  |  |  |  |
|  | Ana Terter Bolgarska             |  |  |  |  |  |  |  |  |  |  |  |  |  |  |  |
|  |                                  |  |  |  |  |  |  |  |  |  |  |  |  |  |  |  |
|  |                                  |  |  |  |  |  |  |  |  |  |  |  |  |  |  |  |
|  | Kira Marija Asenina Bolgarska    |  |  |  |  |  |  |  |  |  |  |  |  |  |  |  |
|  |                                  |  |  |  |  |  |  |  |  |  |  |  |  |  |  |  |
|  |                                  |  |  |  |  |  |  |  |  |  |  |  |  |  |  |  |
|  | Stefan Dušan                     |  |  |  |  |  |  |  |  |  |  |  |  |  |  |  |
|  |                                  |  |  |  |  |  |  |  |  |  |  |  |  |  |  |  |
|  |                                  |  |  |  |  |  |  |  |  |  |  |  |  |  |  |  |
|  | Smilec Bolgarski                 |  |  |  |  |  |  |  |  |  |  |  |  |  |  |  |
|  |                                  |  |  |  |  |  |  |  |  |  |  |  |  |  |  |  |
|  |                                  |  |  |  |  |  |  |  |  |  |  |  |  |  |  |  |
|  | Teodora Smilec Bolgarska         |  |  |  |  |  |  |  |  |  |  |  |  |  |  |  |
|  |                                  |  |  |  |  |  |  |  |  |  |  |  |  |  |  |  |
|  |                                  |  |  |  |  |  |  |  |  |  |  |  |  |  |  |  |
|  | Konstantin Paleolog              |  |  |  |  |  |  |  |  |  |  |  |  |  |  |  |
|  |                                  |  |  |  |  |  |  |  |  |  |  |  |  |  |  |  |
|  |                                  |  |  |  |  |  |  |  |  |  |  |  |  |  |  |  |
|  | Smilcena Palaiologina            |  |  |  |  |  |  |  |  |  |  |  |  |  |  |  |
|  |                                  |  |  |  |  |  |  |  |  |  |  |  |  |  |  |  |
|  |                                  |  |  |  |  |  |  |  |  |  |  |  |  |  |  |  |
|  | Irena Komnena Laskarina Branaina |  |  |  |  |  |  |  |  |  |  |  |  |  |  |  |
|  |                                  |  |  |  |  |  |  |  |  |  |  |  |  |  |  |  |
|  |                                  |  |  |  |  |  |  |  |  |  |  |  |  |  |  |  |

Z ženo Heleno Bolgarsko je imel Dušan najmanj enega otroka:
- Štefana Uroša V., carja od leta 1355 do 1371

Po podatkih Dušanovega sodobnika, bizantinskega zgodovinarja  Nikiforja Gregorasa, je imel tudi hčerko 
- Teodoro

Po Gregorasu se je Dušan pogajal o morebitnem zavezništvu s sultanom Orhanom I., v katero je bila vključena tudi poroka njegove hčerke z Orhanom samim ali enim od njegovih sinov leta 1351. Pogajanja je prekinil napad Nikiforja Orsinija na srbske odposlance. Poroka je bila preklicana in sovražnosti med državama so se nadaljevale. Teodora je umrla verjetno v letih 1352-1354.
Nekateri zgodovinarji domnevajo, da sta imela še eno hčerko, morda Ireno, ženo cezarja Preljuba, guvernerja Tesalije, in mater Tomaža Preljubovića, vladarja Epirja (1367–1384). Po eni od teorij se je po njegovi smrti v 1360. letih poročila z Radoslavom Hlapenom, guvernerjem Vodena in Verije in gospodom Kastorije. Teorija ni soglasno sprejeta.